# Bolleville Calvados Barrel Oak Aged
Bolleville Calvados Barrel Oak Aged is een Belgisch bier van hoge gisting.
Het bier wordt gebrouwen in Brouwerij Alvinne te Moen. 
Het is een zwart bier met een alcoholpercentage van 10%. De Mano Negra lagerde een jaar op Calvados vaten. Het resultaat is een stevige stout met heel wat hout en calvadosinvloeden.